# Cabeza de Bhairava
La Cabeza de Bhairava es una máscara que pertenece al período Malla de Nepal. La escultura, que se encontró en el valle de Katmandú, fue creada en el siglo XVI. Esta máscara está hecha de cobre dorado con cristal de roca y pintura. Bhairava ( sánscrito  : भैरव) es una manifestación aterradora del dios hindú Shiva. Está considerado como una forma de destrucción en la mitología hindú. El concepto de Bhairava no está presente de forma exclusiva en el hinduismo, sino también en algunas escuelas budistas y en el jainismo. Esta Cabeza de Bhairava está adornada con una diadema entrelazada con serpientes y calaveras y encarna la ira.

## Descripción
Se cree que Bhairava tiene nueve caras y treinta y cuatro manos y aparece como una figura desnuda negra. Literalmente Bhairava significa ferocidad o terror. Es representado como un dios aterrador en el hinduismo y es considerado como una manifestación de Shiva. Las leyendas describen que el origen de Bhairava tuvo lugar debido a una lucha entre Brahma y Vishnu. Brahma y Vishnu se enzarzaron en una lucha sobre la deidad suprema del universo. Brahma se consideraba a sí mismo como la deidad suprema ya que tenía cinco cabezas como Shiva. Shiva ira lanzó una uña de su dedo y se giró hacia Kala Bhairava el cual cortó una cabeza de Brahma. Entonces Brahma se dio cuenta de su error. Kāla Bhairava se representa sosteniendo la cabeza de Brahma («Brahma kapāla»).
La gente de Newar en Nepal ha adorado Bhairava como una deidad importante desde al menos el siglo XVI lo que se asume por los templos Bhairava supervivientes en Nepal. Esta máscara representando a Bhairava pertenece al periodo Malla de Nepal. Fue encontrado en el valle de Katmandú. La máscara como tesoro arqueológico fue cedida al Museo Metropolitano de Arte de Nueva York por la familia Zimmerman, el año 2012. Los pendientes de la cabeza tienen forma de serpiente entrelazada. La máscara tiene relación con otro ejemplo inscrito fechado en el 1560. Por lo tanto, está datada en el siglo XVI. Originalmente, (al momento de su descubrimiento) se podía apreciar la ausencia de la oreja derecha, esta había sido reemplazada por un gran pendiente de cobre que se había utilizado en su lugar hasta su restauración.